# Paroligia fusca
Paroligia fusca là một loài bướm đêm trong họ Noctuidae.